# Dartford (borough)
Dartford è un borough del Kent, Inghilterra, Regno Unito, con sede a Dartford.
Il distretto fu creato con il Local Government Act 1972, il 1º aprile, 1974 dalla fusione del Municipal Borough di Dartford, del Distretto urbano di Swanscombe e parte del Distretto rurale di Dartford.

## Parrocchie e villaggi
- Bean (parrocchia)
- Darenth (parrocchia)
- Dartford town
- Longfield e parrocchia di New Barn
- Southfleet (parrocchia)
- Stone (parrocchia)
- Sutton-at-Hone e Hawley (parrocchia)
- Swanscombe e Greenhithe (parrocchia)
- Wilmington (parrocchia)
- Joydens Wood a Wilmington (parrocchia)